# Армения на Олимпийских играх
Армения, как независимое государство, впервые выступила на зимней Олимпиаде 1994 года в Лиллехамере и с тех пор принимала участие во всех зимних Играх. Спустя 2 года, Армения дебютировала на летней Олимпиаде 1996 года в Атланте и с тех пор принимала участие на последующих летних Играх. На зимних Олимпийских играх 1992 года и летних Олимпийских играх 1992 года армянские спортсмены входили в состав объединённой команды, а ранее, с 1952 года выступали под флагом СССР.
Национальный Олимпийский комитет Армении был основан в 1990 году, а признан Международным олимпийским комитетом в 1993.
Всего, за время выступления в качестве независимой команды, спортсмены Армении завоевали 22 олимпийских медалей, из которых 2 золотые, 11 серебряных и 9 бронзовых. Лучшие результаты показали армянские борцы. Все медали были получены на летних Олимпийских играх.

## Медалисты
| Медаль  | Спортсмен            | Олимпиада           | Вид спорта            | Event                |
| ------- | -------------------- | ------------------- | --------------------- | -------------------- |
| Золото  | Армен Назарян        | 1996 Атланта        | Греко-римская борьба  | мужчины до 52 кг     |
| Серебро | Армен Мкртчян        | 1996 Атланта        | Вольная борьба        | мужчины до 48 кг     |
| Бронза  | Арсен Меликян        | 2000 Сидней         | Тяжёлая атлетика      | мужчины до 77 кг     |
| Серебро | Тигран В. Мартиросян | 2008 Пекин          | Тяжёлая атлетика      | мужчины до 85 кг     |
| Бронза  | Роман Амоян          | 2008 Пекин          | Греко-римская борьба  | мужчины до 55 кг     |
| Бронза  | Геворг Давтян        | 2008 Пекин          | Тяжёлая атлетика      | мужчины до 77 кг     |
| Бронза  | Юрий Патрикеев       | 2008 Пекин          | Греко-римская борьба  | мужчины до 120 кг    |
| Бронза  | Грачик Джавахян      | 2008 Пекин          | Бокс                  | мужчины до 60 кг     |
| Серебро | Арсен Джулфалакян    | 2012 Лондон         | Греко-римская борьба  | мужчины до 74 кг     |
| Бронза  | Артур Алексанян      | 2012 Лондон         | Греко-римская борьба  | мужчины до 96 кг     |
| Золото  | Артур Алексанян      | 2016 Рио-де-Жанейро | Греко-римская борьба  | мужчины до 98 кг     |
| Серебро | Мигран Арутюнян      | 2016 Рио-де-Жанейро | Греко-римская борьба  | мужчины до 66 кг     |
| Серебро | Симон Мартиросян     | 2016 Рио-де-Жанейро | Тяжёлая атлетика      | мужчины до 105 кг    |
| Серебро | Гор Минасян          | 2016 Рио-де-Жанейро | Тяжёлая атлетика      | мужчины свыше 105 кг |
| Бронза  | Артур Давтян         | 2020 Токио          | Спортивная гимнастика | опорный прыжок       |
| Серебро | Артур Алексанян      | 2020 Токио          | Греко-римская борьба  | мужчины до 97 кг     |
| Серебро | Симон Мартиросян     | 2020 Токио          | Тяжёлая атлетика      | мужчины до 109 кг    |
| Бронза  | Оганес Бачков        | 2020 Токио          | Бокс                  | мужчины до 63 кг     |
| Серебро | Артур Давтян         | 2024 Париж          | Спортивная гимнастика | опорный прыжок       |
| Бронза  | Малхас Амоян         | 2024 Париж          | Греко-римская борьба  | мужчины до 77 кг     |
| Серебро | Артур Алексанян      | 2024 Париж          | Греко-римская борьба  | мужчины до 97 кг     |
| Серебро | Вараздат Лалаян      | 2024                | Тяжёлая атлетика      | мужчины свыше 102 кг |

## Таблица медалей
| Игры                | Спортсменов                                         | Золото                                              | Серебро                                             | Бронза                                              | Всего                                               | Место                                               |                                             |
| ------------------- | --------------------------------------------------- | --------------------------------------------------- | --------------------------------------------------- | --------------------------------------------------- | --------------------------------------------------- | --------------------------------------------------- | ------------------------------------------- |
| 1952—1988           | Спортсмены выступали в составе сборной СССР         | Спортсмены выступали в составе сборной СССР         | Спортсмены выступали в составе сборной СССР         | Спортсмены выступали в составе сборной СССР         | Спортсмены выступали в составе сборной СССР         | Спортсмены выступали в составе сборной СССР         | Спортсмены выступали в составе сборной СССР |
| 1992 Барселона      | Спортсмены выступали в составе Объединённой команды | Спортсмены выступали в составе Объединённой команды | Спортсмены выступали в составе Объединённой команды | Спортсмены выступали в составе Объединённой команды | Спортсмены выступали в составе Объединённой команды | Спортсмены выступали в составе Объединённой команды |                                             |
| 1996 Атланта        | 32                                                  | 1                                                   | 1                                                   | 0                                                   | 2                                                   | 45                                                  |                                             |
| 2000 Сидней         | 25                                                  | 0                                                   | 0                                                   | 1                                                   | 1                                                   | 71                                                  |                                             |
| 2004 Афины          | 18                                                  | 0                                                   | 0                                                   | 0                                                   | 0                                                   | —                                                   |                                             |
| 2008 Пекин          | 25                                                  | 0                                                   | 1                                                   | 4                                                   | 5                                                   | 62                                                  |                                             |
| 2012 Лондон         | 25                                                  | 0                                                   | 1                                                   | 1                                                   | 2                                                   | 60                                                  |                                             |
| 2016 Рио-де-Жанейро | 33                                                  | 1                                                   | 3                                                   | 0                                                   | 4                                                   | 42                                                  |                                             |
| 2020 Токио          | 17                                                  | 0                                                   | 2                                                   | 2                                                   | 4                                                   | 69                                                  |                                             |
| 2024 Париж          | 11                                                  | 0                                                   | 3                                                   | 1                                                   | 4                                                   | 66                                                  |                                             |
| Итого               | Итого                                               | 2                                                   | 11                                                  | 9                                                   | 22                                                  |                                                     |                                             |

| Игры                | Спортсменов                                         | Золото                                              | Серебро                                             | Бронза                                              | Всего                                               | Место                                               |                                             |
| ------------------- | --------------------------------------------------- | --------------------------------------------------- | --------------------------------------------------- | --------------------------------------------------- | --------------------------------------------------- | --------------------------------------------------- | ------------------------------------------- |
| 1956—1988           | Спортсмены выступали в составе сборной СССР         | Спортсмены выступали в составе сборной СССР         | Спортсмены выступали в составе сборной СССР         | Спортсмены выступали в составе сборной СССР         | Спортсмены выступали в составе сборной СССР         | Спортсмены выступали в составе сборной СССР         | Спортсмены выступали в составе сборной СССР |
| 1992 Альбервиль     | Спортсмены выступали в составе Объединённой команды | Спортсмены выступали в составе Объединённой команды | Спортсмены выступали в составе Объединённой команды | Спортсмены выступали в составе Объединённой команды | Спортсмены выступали в составе Объединённой команды | Спортсмены выступали в составе Объединённой команды |                                             |
| 1994 Лиллехаммер    | 2                                                   | 0                                                   | 0                                                   | 0                                                   | 0                                                   | -                                                   |                                             |
| 1998 Нагано         | 7                                                   | 0                                                   | 0                                                   | 0                                                   | 0                                                   | -                                                   |                                             |
| 2002 Солт-Лейк-Сити | 9                                                   | 0                                                   | 0                                                   | 0                                                   | 0                                                   | -                                                   |                                             |
| 2006 Турин          | 5                                                   | 0                                                   | 0                                                   | 0                                                   | 0                                                   | -                                                   |                                             |
| 2010 Ванкувер       | 4                                                   | 0                                                   | 0                                                   | 0                                                   | 0                                                   | -                                                   |                                             |
| 2014 Сочи           | 4                                                   | 0                                                   | 0                                                   | 0                                                   | 0                                                   | -                                                   |                                             |
| 2018 Пхёнчхан       | 3                                                   | 0                                                   | 0                                                   | 0                                                   | 0                                                   | -                                                   |                                             |
| 2022 Пекин          | 6                                                   | 0                                                   | 0                                                   | 0                                                   | 0                                                   | —                                                   |                                             |
| Итого               | Итого                                               | 0                                                   | 0                                                   | 0                                                   | 0                                                   |                                                     |                                             |

### Медали по видам спорта
| Вид спорта            | Золото | Серебро | Бронза | Всего |
| --------------------- | ------ | ------- | ------ | ----- |
| Бокс                  | 0      | 0       | 2      | 2     |
| Борьба                | 2      | 5       | 4      | 11    |
| Спортивная гимнастика | 0      | 1       | 1      | 2     |
| Тяжёлая атлетика      | 0      | 5       | 2      | 7     |
| Всего                 | 2      | 11      | 9      | 22    |

### Перераспределение медалей
| Игры        | Дисциплина                             | Спортсмен            | 1 | 2  | 3  | Total | Комментарий |
| ----------- | -------------------------------------- | -------------------- | - | -- | -- | ----- | --- |
| 2000 Сидней | Тяжёлая атлетика мужчины, свыше 105 кг | Ашот Даниелян        |   |    | −1 | −1    | Ашот Даниелян был лишён бронзовой медали после того, как в его допинг-пробе был обнаружен нандронол. |
| 2008 Пекин  | Тяжёлая атлетика мужчины, до 69 кг     | Тигран Г. Мартиросян |   |    | −1 | −1    | По результатам перепроверки допинг-проб с Игр 2008 и 2012 годов в анализах Тиграна Мартиросяна были обнаружены туринабол и станозол. Спортсмен лишён бронзовой медали. |
| 2008 Пекин  | Тяжёлая атлетика мужчины, до 85 кг     | Тигран В. Мартиросян |   | +1 | −1 | 0     | По результатам перепроверки допинг-проб с Игр 2008 и 2012 годов в анализах серебряного призёра из Белоруссии Андрея Рыбакова были обнаружены туринабол и станозол. Спортсмен был лишён серебряной медали. В результате перераспределения серебро досталось Тиграну Мартиросяну, первоначально выигравшему бронзовую медаль. |
| 2012 Лондон | Тяжёлая атлетика женщины, свыше 75 кг  | Рипсиме Хуршудян     |   |    | −1 | −1    | По результатам перепроверки допинг-проб с Игр 2008 и 2012 годов в анализах Рипсиме Хуршудян были обнаружены туринабол и станозол. Спортсменка лишена бронзовой медали. |

## Знаменосцы
- Список знаменосцев Армении на Олимпийских играх